# Димитрий (Сулима)
Архиепископ Димитрий (в миру Даниил Сулима; 1772, Харьковская губерния — 4 (16) августа 1844) — епископ Русской православной церкви, архиепископ Кишинёвский и Хотинский.

## Биография
Родился в 1772 году в местечке Новая Водолага, Харьковской губернии в семье духовного звания.
Образование получил в Харьковском коллегиуме и в Екатеринославской духовной семинарии. Ещё в студенческие годы стал известен острым, проницательным умом и исключительной памятью. Благодаря этому в 1795 году, по окончании курса обучения, был оставлен преподавателем семинарии. В 1797 году рукоположён во священника к городскому Екатеринославскому собору и определён членом духовной консистории. В 1798 году назначен префектом Екатеринославской духовной семинарии.
В 1800 году возведён в сан протоиерея в Богуславский городской собор Киевской епархии и назначен управляющим церквами и духовенством местной протопопии.
В 1806 году перемещён в город Николаев в адмиралтейский собор с назначением законоучителем Николаевского штурманского училища. Вскоре назначен членом консистории.
В мае 1811 года был пострижен в монашество, а 16 июня — хиротонисан во епископа Бендерского и Аккерманского, викария Молдовлахийского экзархата. С возведением Димитрия в сан епископа на долю его выпало много трудов по устройству только что освобождённой из-под власти турок Бессарабии; 18 июня 1821 году был возведён в сан архиепископа и назначен на Кишинёвскую кафедру.
Ревностно утверждая православие в крае, епископ Димитрий в первую очередь обратил внимание на монастыри и стал возводить в них общежительный устав и упорядочивать хозяйство. Затем он занялся вопросом улучшения духовного просвещения в епархии, поднятием умственного и нравственного уровня духовенства. Было открыто несколько школ при монастырях: Курковском, Добружском, Гиржавском и других и в Кишинёвском, Бендерском и Аккерманском уездах, а в 1816 году открыта Кишинёвская духовная семинария. В Кишинёве, Бендерах и Измаиле им были учреждены «ланкастерские школы», обучение в них было бесплатным, и епископ Димитрий (особым воззванием) призывал всех к обучению в этих школах. Лично вникал во все дела духовных учебных заведений.
Неустанно трудился над переводом богослужебных книг, канонов, акафистов, творений и святых Отцов, катехизиса и других учебных книг на молдавский язык. Состоял председателем отделения библейского общества в Кишинёве и деятельно заботился о распространении книг Священного Писания.
С июня 1823 до начала 1825 года присутствовал в Святейшем Синоде.
В 1833—1836 годах построил в Кишинёве кафедральный собор.
Священнодействовал с большим благоговением, со слезами умиления, чем производил на присутствовавших глубокое впечатление. Проповеди говорил на молдавском и на русском языках.
Скончался 4 (16) августа 1844 года. В день кончины он слушал литургию, после молитвы Господней велел келейнику отвести себя в спальню, перекрестился, лёг на одр, начал сам что-то читать и через несколько минут скончался. Погребён в Кишинёвском кафедральном соборе, в правом приделе.

## Награды
- Орден Святой Анны 1-й степени (31 декабря 1811)
- Орден Святого Владимира 2-й степени (31 декабря 1827)
- Орден Святого Александра Невского (11 апреля 1842)